# Стида, Вильгельм
Вильгельм Стида (нем. Wilhelm Stieda; 1 [13] апреля 1852, Рига, Российская империя — 21 октября 1933, Лейпциг, Германия) — немецкий экономист и статистик, историк экономики, реформатор в области социальной политики. Профессор, ректор Лейпцигского университета.

## Биография
Родился в Риге 1 (13) апреля 1852 года в Риге. После окончания в Риге реального училища с 1868 года изучал политическую экономику и статистику в университетах Дерпта (по 1873) и Берлина (у Вагнера), после чего — историю и социальную политику в Страсбургском университете (у Густава фон Шмоллера и Вильгельма Лексиса). Будучи студентом Дерптского университета стал членом Балтийского братства — Fraternitas Rigensis. В 1875 году получил в Тюбингене степень доктора государственных наук.
С 1875 года работал в статистическом бюро, с 1876 года — приват-доцент в Страсбургском университете. С декабря 1877 года — экстраординарный профессор политической экономии и статистики, а после получения в 1879 года учёной степени доктора, с августа 1880 года — ординарный профессор по кафедре географии, этнографии и статистики в Дерптском университете; 3 июня 1880 года женился в Гессене на Августе Кох (1857—1931).
В 1882 году был приглашён на должность советника в Имперское статистическое бюро в Берлине, откуда в 1884 году он перешёл профессором государственных прав в Ростокский университет (в 1888—1889 годах — декан, в 1896—1897 — ректор)), а в 1898 году — в Лейпцигский университет — с 1905 года вёл экономический семинар, в 1909 году был деканом, в 1916—1917 годах — ректором Лейпцигского университета.
С 1887 года — член Прибалтийского общества истории и древностей, с 1892 — Эстонского литературного общества. С 1904 года — член Саксонской академии наук; в 1898—1925 годах был членом Государственный совет по культуре Саксонии.
Умер в Лейпциге 21 октября 1933 года.

## Научная деятельность
Всю свою научную деятельность посвятил изучению истории торговли и промышленности, а также вопросам социальной политики и изменениям в ней. Видный представитель исторической школы в политэкономии. Последователь и продолжатель дела Вильгельма Рошера в области политическая экономии торговли и коммерческой безопасности.

## Труды
- «Zur Entstehung des deutschen Zunftwesens» (Йена, 1876);
- «Die Eheschliessungen in Elsass-Lothringen 1872—76» (1876);
- «Die gewerbliche Thätigkeit d. Stadt Dorpat» (Дерпт, 1879);
- «Die deutsche Hausindustrie» (Лейпциг, 1889);
- «Grundriss zu Vorlesungen über Socialpolitik» (Росток, 1892);
- «Hansisch-Venetianische Handelsbeziehungen» (Росток, 1894);
- «Städtische Finanzen im Mittelalter» (в Jahrb. f. Nat. u. Stat." Конрада, III сер., т. 19);
- «Hansische Vereinbarungen über städtisches Gewerbe im XIV и XV Jahrh.» (в «Hans. Geschichtsblätter», 1886);
- «Russische Zollpolitik» (в «Jahrb. fя. Gesezgeb. u. Verwalt.», т. VII).
- Историческое развитие и современное положение вопроса о высшем коммерческом образовании за границей : Справка, сост. по поруч. М-ва торг. и пром. д-ром Вильгельмом Штида, орд. проф. полит. экономии Лейпциг. ун-та : Пер. с нем. — Санкт-Петербург : тип. А. В. Орлова, 1909. — 77 с.